# 1676 en France
Chronologie de la France
- 1672
- 1673
- 1674
- 1675
- 1676
- 1677
- 1678
- 1679
- 1680

Cette page concerne l’année 1676 du calendrier grégorien.

## Événements
- 5 février : les Bretons impliqués dans le soulèvement des Bonnets rouges sont amnistiés[1].

- 26 avril : prise de la ville de Condé par le roi de France après huit jours de siège[2].
- 29 avril-16 juillet : procès de la marquise de Brinvilliers, impliquée dans l’affaire des poisons[3].

- 4 mai : les Hollandais de l’amiral Binckes prennent Cayenne[4].
- 11 mai : les troupes françaises prennent Bouchain[2].

- 2 juin : le duc de Vivonne est vainqueur dans le golfe de Palerme[2]. Les soldats français occupent Messine et une partie des côtes siciliennes.

- 8 juillet : retour du roi à Saint-Germain. Il renoue avec la marquise de Montespan[5].
- 9 juillet : le collège des Lombards à Paris est cédé aux étudiants irlandais, transaction confirmée par lettres patentes en août 1677, enregistrées au Parlement le 9 février 1680[6].

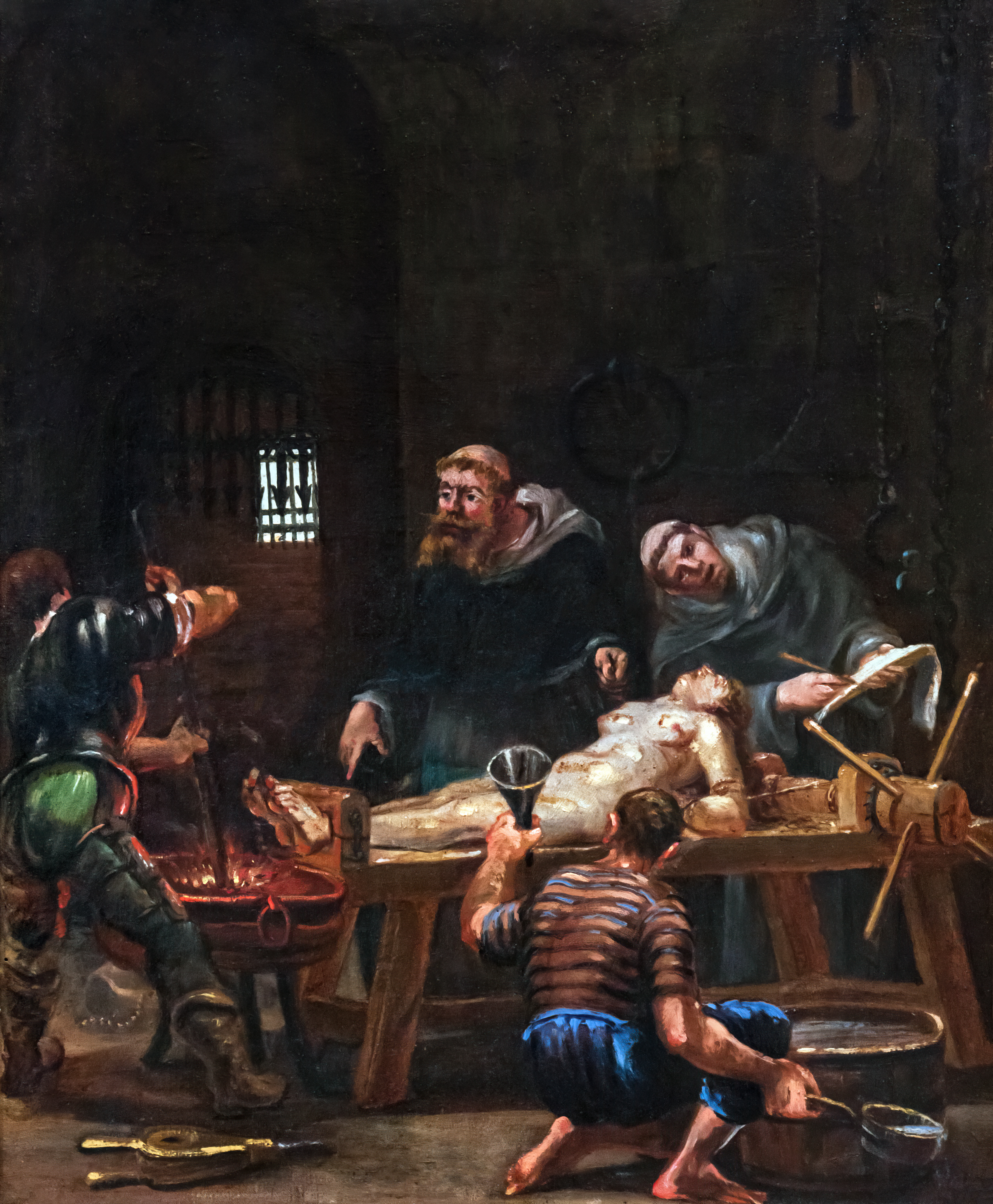
17 juillet : la Marquise de Brinvilliers subit la torture.

- 17 juillet : exécution de la marquise de Brinvilliers, soumise à la torture par l’eau et aux brodequins, elle a la tête tranché[3].

- 22 août : lettres patentes ordonnant le transfert définitif du Parlement de Dole à Besançon[7].

- Novembre : Pellisson, protestant converti, organise la « caisse des conversions », alimentée par le revenu des abbayes de Cluny et de Saint-Germain-des-Prés pour la conversion forcée des protestants[8].

- 17-21 décembre : l’amiral D’Estrée reprend Cayenne aux Hollandais[4].